# Residue
Residue ist eine englische Science-Fiction-Serie, die am 31. März 2015 Premiere hatte. Der argentinischstämmige Regisseur Alex Garcia Lopez wurde unter anderem durch Serien wie Misfits und Utopia bekannt. Das Drehbuch schrieb John Harrison, der unter anderem bei Creepshow (1982), Zombie 2 (1985) und Book of Blood (2009) mitgewirkt hat.

## Handlung
Die Fotojournalistin Jennifer Preston ist in einer nicht namentlich benannten englischen Metropole auf der Suche nach dem Auslöser für die verstörenden Ereignisse, die sie seit einer Explosion in der Silvesternacht beobachtet. Ihren Freund Jonas kann sie erst durch die Beweise auf ihren Fotos von den eigenartigen Begebenheiten überzeugen. Während Jonas verschwindet und Mathis des Mordes verdächtig wird, verstrickt sich Jennifer immer tiefer in die undurchsichtigen Ereignisse. Sie stößt dabei auf ein Netz aus Lügen bis in Regierungskreise, um unter allen Umständen ein paranormales Phänomen zu verschleiern, das schon lange in den Gewölben der Stadt schlummert.

## Kritiken
“They used a film model in the TV space, they had a good storyline”

“Netflix’s New Dystopian Show Is ‘Black Mirror’ With ‘Game of Thrones’ Cast”

“The first episode of the show starts out with a bang — literally.”

## Weiterführende Informationen
Weblinks
- Offizielle Website
- Facebook-Präsenz
- Residue bei IMDb
- Alex Garcia Lopez bei IMDb
- Offizieller Trailer auf YouTube
- Blog von Komponist Al Hardiman

Belege
1. ↑  Show of the week: Residue. In: TBIvision. 26. Januar 2015, abgerufen am 4. Februar 2020.
2. ↑  Drew Grant: ‘Residue’: Netflix’s New Dystopian Show Is ‘Black Mirror’ With ‘Game of Thrones’ Cast. In: The Observer. 15. Juni 2015, abgerufen am 4. Februar 2020 (englisch).
3. ↑  Michelle Hsu: Review: ‘Residue’ Episode One. In: POPINSOMNIACS. 7. April 2015, archiviert vom Original am 12. Juni 2016; abgerufen am 30. Juli 2022 (englisch).